# Galapagoszeebeer
De galapagoszeebeer (Arctocephalus galapagoensis)  is een zoogdier uit de familie van de oorrobben (Otariidae). De wetenschappelijke naam van de soort werd voor het eerst geldig gepubliceerd door Heller in 1904.

## Voorkomen
De soort komt voor in Ecuador in de wateren van de Galapagoseilanden.